# Mireille Delannoy
Mireille Delannoy fue una locutora y presentadora francesa de televisión de Télé-Luxembourg y Télé Monte-Carlo.

## Carrera
Mireille Delannoy hizo su debut en Télé-Luxembourg en 1955 donde, junto a Danièle Deconte, fueron las primeras locutoras de la cadena luxemburguesa. Pasó el casting de la Gran Orquesta de Radio-Luxembourg.
El 18 de marzo de 1962, presentó el Festival de la Canción de Eurovisión 1962, celebrado en Luxemburgo. Dio la bienvenida a todos los países en sus respectivos idiomas. 
Delannoy se retiró de Télé-Luxembourg en 1964 y empezó a trabajar en Télé Monte-Carlo, también como locutora.